# بريجاتينيب
بريجاتينيب ( Brigatinib)، و الذي يباع تحت الإسم التجاري ألونبريغ(Alunbrig ) من بين أسماء أخرى، هو دواء يستخدم لعلاج سرطان الرئة ذو الخلايا غير الصغيرة (NSCLC).  على وجه التحديد في الحالات النقيلية التي تكون إيجابية لـ ALK.  و يعطى عن طريق الفم. 
تشمل الآثار الجانبية الشائعة لهذا العقار على: الإسهال، و التعب، و الغثيان، و الطفح الجلدي، و آلام العضلات، و الصداع، و ارتفاع ضغط الدم، و ضيق التنفس.  إضافة إلى ذلك، فقد تشمل الآثار الجانبية الأخرى التهاب الرئة و مشاكل الرؤية و انهيار العضلات و التهاب البنكرياس و ارتفاع نسبة السكر في الدم و حروق الشمس.  قد يؤدي استخدامه أثناء الحمل إلى الإضرار بالطفل.  إنه مثبط كيناز التيروزين الذي يمنع ALK. 
تمت الموافقة على استخدام بريجاتينيب طبيًا في الولايات المتحدة في عام 2017 و في أوروبا في عام 2018.   في المملكة المتحدة، تكلف أربعة أسابيع من الدواء هيئة الخدمات الصحية الوطنية حوالي 4900 جنيه إسترليني اعتبارًا من عام 2021.  و يكلف هذا المقدار في الولايات المتحدة إلى حوالي 17400 دولار أمريكي. 